# Lake Lorraine (Wisconsin)
Lake Lorraine – jednostka osadnicza w Stanach Zjednoczonych, w stanie Wisconsin, w hrabstwie Walworth.